# Desaparició de John Darwin
La desaparició de John Darwin va ser el cas de mort falsa perpetrat per l'antic professor i oficial de presons britànic John Darwin. Darwin va aparèixer amb vida el desembre de 2007, cinc anys i mig després del que es creia que havia estat la seva desaparició i mort en un accident de caiac a la mar del Nord.
Darwin va ser arrestat i acusat de frau. La seva dona, Anne, també va ser arrestada i acusada per ajudar Darwin a cobrar la seva assegurança de vida de 250.000 lliures. La reclamació fraudulenta havia permès a la parella pagar la seva hipoteca de 130.000 lliures. El desembre de 2007, després que es revelés que la parella havien  estat fotografiats junts a Panamà un any abans, Anne va confessar saber que Darwin estava viu i va revelar també que havia estat vivint en secret a casa seva i a la casa del costat, el que li va permetre rebre els diners de l'assegurança. El 23 de juliol de 2008, John i Anne Darwin van ser condemnats cadascun a més de sis anys de presó.

## Biografia
John Darwin va néixer l'any 1950 o 1951 a Prudhoe, al sud del comtat de Northumberland, Regne Unit . Va assistir a la St Francis Xavier's Grammar School, a Hartlepool i al De La Salle College, a Salford, on va estudiar biologia i química.
El 22 de desembre de 1973, Darwin es va casar amb Anne Stephenson a Blackhall. Darwin va ensenyar ciències i matemàtiques a Derwentside durant 18 anys abans de marxar a treballar al Barclays Bank. Més tard es va convertir en oficial de presons i treballà a la HM Prison Holme House d'Stockton-on-Tees.
Darwin i la seva dona, recepcionista d'una consulta mèdica, també tenien un negoci de lloguer d'habitacions al comtat de Durham amb 12 cases. Es van endeutar després de comprar dues cases més a Seaton Carew el desembre de 2000. Els deutes van fer que John Darwin parlés de fingir la seva pròpia mort per reclamar l'assegurança a principis de 2002.

## Desaparició
John Darwin va ser vist remant al mar en el seu caiac el 21 de març de 2002, a Seaton Carew. Més tard, el mateix dia, se'l va denunciar com a "desaparegut" després de no presentar-se a la feina. Va tenir lloc una recerca marítima a gran escala, durant la qual es van buscar 62 milles quadrades (160 km²) de costa. No hi havia rastre de Darwin, tot i que l'endemà es van trobar la pala de doble fulla i les restes del caiac. El mar del Nord estava inusualment tranquil i els rescatistes estaven desconcertats que Darwin hagués pogut tenir problemes en aquestes condicions.

## Mort fictícia
Durant els anys en què John Darwin va fingir la seva mort, va viure durant un temps en un llit al costat de la casa familiar; aleshores es va traslladar en secret amb l'Anne a casa seva al febrer de 2003. Mentrestant, es va emetre un certificat de defunció que indicava que Darwin havia mort el 21 de març de 2002. Això va permetre a la seva dona reclamar l'assegurança de vida i cobrar les 250.000 lliures d'Unat Direct Insurance Management Limited (del grup d'assegurances AIG). En algun moment d'aquell any, un llogater del bloc de pisos dels Darwin va reconèixer en John i li va preguntar: "No se suposa que estàs mort?" al que Darwin va respondre: "No diguis això a ningú". El llogater no ho va explicar a la policia perquè "no es volia involucrar".
L'any 2004, els Darwin van decidir marxar a l'estranger. John Darwin va sol·licitar i va obtenir un passaport amb el nom fals de "John Jones", però utilitzant la seva veritable adreça particular. El novembre de 2004, la parella va visitar Xipre per temptejar la compra d'una propietat.
El maig de 2005 un pescador va afirmar haver conegut John Darwin, en un llac prop de Penzance, Cornualla, i que es feia dir "John Williams". Quan va tornar a casa, es diu que Darwin va passar la major part del temps a internet, on va conèixer amb una dona de Kansas als Estats Units a la qual va sortir per conèixer en persona. Al novembre, Darwin va tornar al Regne Unit i va volar de Newcastle a Gibraltar, i després cap a El Puerto de Santa María per veure un catamarà de 13 metres d'eslora amb un valor de 45.000 lliures que estava considerant comprar al comerciant de iots Robert Hopkin.
El 9 de març de 2006, sembla que Darwin va signar una objecció de planificació a l'obra d'un veí amb un nom fals. Darwin i la seva dona van començar a considerar Panamà com una possible destinació. La parella va volar a Panamà el 14 de juliol de 2006, on van ser fotografiats per un agent immobiliari panameny, i la fotografia resultant es va penjar a anternet. Més tard es van trobar diaris del febrer de 2007 a l'espai buit tapiat entre la casa dels Darwin i el llit on John s'havia amagat. El març de 2007, la parella va tornar a Panamà i va formar una empresa anomenada "Jaguar Properties" per tal de comprar un apartament de dues habitacions a El Dorado, Ciutat de Panamà, per 50.000 lliures. La casa del costat de la casa familiar es va vendre amb el nom del fill dels Darwin, Mark; la qual havia estat transferida al Mark el 2006. Els ingressos de la venda es van traslladar a Panamà.
Al mes següent, l'Anne va tornar al Regne Unit per vendre la casa familiar mentre el John es va quedar al Panamà. El maig de 2007, la parella va comprar una finca tropical per valor de 200.000 lliures al poble d'Escobal, Colón, prop del canal de Panamà, amb la intenció de construir-hi un hotel per fer activitats amb caiac. En una entrevista posterior a John Darwin, publicada al llibre Playing Dead d'Elizabeth Greenwood, afirma que el fet de lligar la possibilitat de llogar caiacs a la comtra de l'hotel va ser una història totalment inventada pels mitjans de comunicació jugant amb el romanticisme de la seva falsa mort. El John i l'Anne van tornar a visitar Panamà el juliol de 2007, on s'hi van quedar sis setmanes.
Al setembre del mateix any es va iniciar una investigació policial quan un col·lega d'Anne va començar a sospitar en escoltar una conversa telefònica entre la parella. La casa de la família Darwin es va vendre per 295.000 lliures a l'octubre de 2007 i, posteriorment, l'Anne va tornar a marxar al Panamà. La tercera setmana de novembre, la parella va passar les vacances a Costa Rica abans de tornar al Panamà. El 30 de novembre de 2007, l'Anne va comprar un bitllet d'avió per al seu marit cap a Anglaterra perquè "trobava a faltar els seus fills". El mateix dia, el seu fill Mark va deixar la seva feina.

## Tornada a casa i arrest
Després d'un canvi en les lleis de visats del Panamà, John va enviar un correu electrònic a l'Anne el 14 de juny de 2007 per notificar-li que les seves identitats haurien de ser verificades per la policia del Regne Unit per poder rebre els "visats d'inversors" panamenys que ara es requerien. Sabent que el seu àlies de "John Jones" no passaria aquesta verificació, John Darwin va decidir tornar al Regne Unit amb el seu nom real i amb una falsa amnèsia.
L'1 de desembre de 2007, John Darwin va entrar a la comissaria de policia del districte de West End Central a Londres, afirmant que no tenia cap record dels últims cinc anys. Anne va expressar sorpresa, alegria i il·lusió pel retorn del seu marit desaparegut. En aquell moment, la policia del Regne Unit ja havia sospitat que John Darwin podria no haver mort des que Anne, tot i presentar-se com una vídua amb el cor trencat, va fer unes vacances a l'estranger, va planejar vendre la casa familiar a Hartlepool per traslladar-se a Panamà i va transferir grans sumes de diners a l'estranger. Tres mesos abans de la reaparició del John, ja havia començat una investigació financera policial, després d'un avís d'un dels col·legues de l'Anne en que relacionava la seva reclamació sobre l'assegurança de vida del seu marit i el seu viatge posterior al Panamà.
La història encoberta dels Darwin es va revelar després que el Daily Mirror publiqués una fotografia de tots dos presa a Panamà el 2006. La fotografia s'havia descobert quan una dona va cercar les paraules "John", "Anne" i "Panamà" a Google Imatges. La foto havia aparegut al lloc web movetopanama.com i va ser posada en coneixement del Daily Mirror i la policia de Cleveland. L'Anne va confirmar que la fotografia era del John, dient: "Sí, aquest és ell. Els meus fills mai em perdonaran." Aleshores, la policia va arrestar john Darwin a la casa del seu fill Anthony a Basingstoke.
Una investigació policial va descobrir que John Darwin havia estat utilitzant un passaport fals amb el nom de "John Jones", una identitat que havia pertangut a un nadó de Sunderland i que havia mort el 1950.[30] En examinar el passaport fals, la policia va adonar-se'n que el John havia fet diversos viatges al Panamà durant els cinc anys anteriors.
Els dos fills dels Darwin van expressar inicialment l'alegria pel retorn del seu pare, però a mesura que la història es desenvolupava, van emetre una declaració conjunta afirmant que sentien que havien estat víctimes d'una estafa i donant a entendre que no volien tenir més contacte amb els seus pares.

## Judici
John Darwin va ser acusat de frau a l'asseguradora i de fer declaracions falses per obtenir un passaport. Anne Darwin va ser arrestada a l'aeroport de Manchester l'endemà de tornar al Regne Unit, i detinguda sota les acusacions de frau. Va comparèixer davant el tribunal l'11 de desembre a Hartlepool per fer front a dos càrrecs de frau: obtenir 25.000 lliures i 137.000 lliures per engany. Va romandre detinguda fins al 14 de desembre. John va comparèixer davant el Tribunal de Magistrats de Hartlepool el 10 de desembre, on també va romandre detingut fins al 14 de desembre.
El 14 de desembre, Anne i John Darwin van comparèixer per separat davant el Tribunal de Hartlepool i tots dos van quedar sota arrest per tornar-hi a comparèixer l'11 de gener de 2008.
El 9 de gener de 2008, tots dos van tornar al Tribunal de Hartlepool per fer front a nous càrrecs d'engany. John s'enfrontava a un càrrec addicional per obtenir 137.000 lliures per engany (el mateix càrrec al que la seva dona ja s'enfrontava) a més del càrrec d'assegurança de vida existent contra tots dos per 25.000 lliures i el càrrec separat de John d'obtenir un passaport per engany. També per obtenir diners d'un règim de pensions per a professors (dues quantitats diferents de 25.186 i 58.845 lliures), així com per obtenir diners del Departament de Treball i Pensions (dues quantitats diferents de 2.000 i 2.273 lliures). El 18 de gener de 2008 van ser detinguts una vegada més per comparèixer al jutjat.
El 18 de gener, cadascun es va presentar per separat al Tribunal de Primera Instancia de Hartlepool per viceoconferència, quedant sota custòdia fins al 15 de febrer, quan van ser posats a disposició davant el tribunal.
El 13 de març, John Darwin va admetre set càrrecs d'obtenir diners en efectiu per engany i un delicte de passaport a Leeds Crown Court. Va negar nou càrrecs d'ús de propietats criminals; aquests càrrecs van ser arxivats. Anne Darwin va negar sis càrrecs d'engany i nou d'ús de propietats criminals.

## Sentència
El 23 de juliol de 2008, John i Anne Darwin van ser condemnats per frau. John Darwin es va enfrontar a un càrrec addicional relacionat amb el seu passaport fals i va ser condemnat a sis anys i tres mesos de presó. Anne Darwin, que va ser descrita per la policia com una mentidera compulsiva, va ser condemnada a sis anys i sis mesos. Tots dos van recórrer contra les sentències i el 27 de març de 2009, ambdós recursos van ser desestimats pel Tribunal d'apel·lació. Anne va ser empresonada a la presó HM Low Newton.
El Servei de la Fiscalia de la Corona va dir que tots els beneficis d'aquest frau "insensible i calculat" comès per la parella serien confiscats. John Darwin va ser posat en llibertat condicional el gener de 2011[45] i Anne Darwin va ser alliberada el març de 2011.
El 14 de febrer de 2012, la fiscalia va anunciar que s'havien pogut recuperar 501.641,39 lliures grpacies a la venda de dues propietats dels Darwin a Panamà. Kingsley Hyland, cap de la Unitat de casos complexos de la fiscalia a North East, va dir: "És important que els estafadors vegin que no només els processarem sempre que sigui possible, sinó que també farem tot el possible per recuperar els seus guanys il·lícits per retornar-los a aquells que han defraudat".
L'abril de 2014, es va informar que John Darwin havia pagat només 121 lliures de les 679.073 lliures que el jutge l'havia condemnat a pagar. Tanmateix, això va ser perquè tots els actius estaven a nom de l'Anne Darwin. Al juliol de 2015, la parella ja no posseia cap actiu, després d'haver pagat un total de 541.762,39 lliures.

## Cultura popular
- Canoe man. Dramatització de la història de John i Anne Darwin per part de la BBC Four el 2010. La pel·lícula estava protagonitzada per Bernard Hill i Saskia Reeves com John i Anne Darwin, respectivament.[47]

- Return from the Dead. Novel·la de ficció de 2009 d'Adrian Gere.[48]

- El 2010 a la telenovel·la d'ITV Coronation Street, el personatge de Joe McIntyre intentar desaparèixer fingint la seva mort però en aquest cas s'ofegava de veritat.[49]

- The Last Leg. Aquest programa, del canal britànic Channel 4, va utilitzar la seva imatge el juny de 2019 mentre preguntava a l'audiència sobre qui creien que es presentava per ser el proper líder del Partit Conservador. Els assistents van rebre un full d'imatge de vint persones, dotze de les quals realment es presentaven per ser-ne el líder. La imatge de John Darwin es va utilitzar com a resposta incorrecta, amb un 38% de l'audiència marcant-lo com a possible candidat.[50]

- L'octubre de 2021, Wondery va publicar un podcast que explorava la desaparició de John Darwin com a part de la seva sèrie British Scandal.[51]

- El lladre, la seva dona i la canoa. Sèrie de televisió de la ITV escrita per Chris Lang sense cap col·laboració de la família Darwin. Es va estrenar l'abril de 2022 amb Eddie Marsan i Monica Dolan en els papers principals.[37][52]

- El setembre de 2023, John Darwin va ser esmentat al programa Saving Lives at Sea que s'emet a BBC iPlayer mentre parlaven amb membres de l'estació salvavides de Hartlepool.[53]